# Abdoulaye Seye
Abdoulaye Seye (30. července 1934, Saint-Louis – 13. října 2011, Thiès) byl senegalský sprinter, který získal pro Francii bronzovou medaili v běhu na 200 metrů na olympijských hrách v roce 1960.

## Životopis
Abdoulaye Seye závodil nejprve za Francii. Vyhrál finále na 100 metrů na Středomořských hrách 1959 v čase 10,3 sekundy, před svými krajany Paulem Genevayem a Alainem Davidem.
V roce 1959 vytvořil nový francouzský rekord v běhu na 100 metrů – 10,2 sekundy v Colombes, a překonal tak starý rekord Jocelyna Delecoura. Nový nejlepší čas zaběhl až Roger Bambuck v roce 1965. Seye zlepšil v roce 1959 také národní rekord v běhu na 200 metrů – 20,8 sekundy v Bělehradu. Dvakrát zlepšil i národní rekord v běhu na 400 metrů.
Zúčastnil se olympijských her v roce 1960, kde získal bronz v běhu na 200 metrů a stal se prvním senegalským atletem, který získal olympijskou medaili a prvním francouzským sprinterem s olympijskou medailí z individuálního závodu.
Senegal získal v roce 1960 nezávislost na Francii a Seye od tohoto roku reprezentoval rodnou zemi.
Zemřel ve věku 77 let v noci z 13 na 14. října 2011. 

## Ocenění

### Mezinárodní
| Rok  | Akce             | Místo  | Výsledek | Disciplína |
| ---- | ---------------- | ------ | -------- | ---------- |
| 1959 | Středomořské hry | Bejrút | zlato    | 100 m      |
| 1960 | Olympijské hry   | Řím    | bronz    | 200 m      |

### Národní
- Atletický šampionát Francie 1956 v Colombes :
  - zlato v běhu na 200 m.

- Atletický šampionát Francie 1959 v Colombes :
  - zlato v běhu na 100 m.
  - zlato v běhu na 200 m.